# ATP Challenger Launceston-2
Der ATP Challenger Launceston (offiziell: Launceston Challenger) war ein Tennisturnier, das 1992 und 1993 in Launceston, Australien, stattfand. Es gehörte zur ATP Challenger Tour und wurde im Freien auf Hartplatz gespielt. Richard Fromberg ist mit je einem Titel in Einzel und Doppel der einzige mehrfache Turniersieger.

## Liste der Sieger

### Einzel
| Jahr | Sieger           | Finalgegner    | Ergebnis      |
| ---- | ---------------- | -------------- | ------------- |
| 1993 | Brent Larkham    | Nicklas Utgren | 6:3, 4:6, 7:6 |
| 1992 | Richard Fromberg | David Nainkin  | 6:1, 6:3      |

### Doppel
| Jahr | Sieger                          | Finalgegner                   | Ergebnis |
| ---- | ------------------------------- | ----------------------------- | -------- |
| 1993 | Joshua Eagle Andrew Florent     | Sandon Stolle Michael Tebbutt | 6:4, 6:0 |
| 1992 | Richard Fromberg Patrick Rafter | Nick Brown Andrew Foster      | 7:5, 7:6 |